# Kirchl-Quartett
Am 8. Dezember 1909 gaben vier Herren im Leipziger Rosenthal-Cafe Bonorand ein erfolgreiches Debüt als „feinhumoristisches Kirchl-Quartett“ des Leipziger Männerchores.
Die Sänger waren:

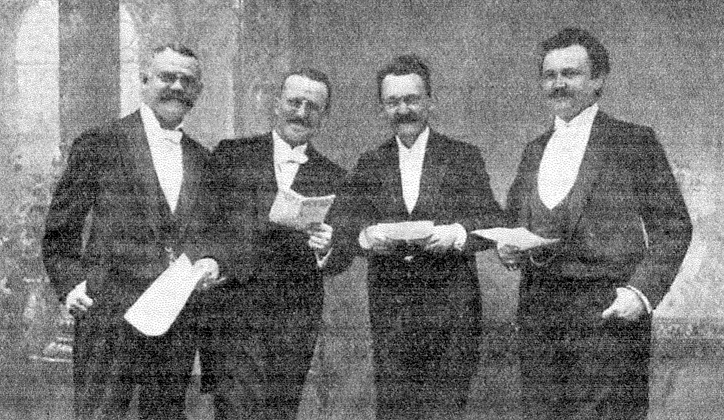
Kirchl-Quartett 1910

- Otto Reuther, Bass-Bariton, Sprecher des Quartetts, Lehrer.
- Richard Semmelrath, Bass, musikalischer Leiter des Quartetts, Chorleiter des Damenchores Leipzig, Telegraphen-Sekretär.
- Paul Ziegenbalg, 1. Tenor, Buchdrucker, Schriftsetzer, Betriebsleiter, auf dem Foto vermutlich rechts.[1]
- Karl Ziegenbalg (1878–1942), 2. Tenor.

## Geschichte
Als Sänger im renommierten und mitgliederstarken Leipziger Männerchor des Chormeisters Gustav Wohlgemuth (1863–1937) waren sie im Chorgesang bestens geschult. Sie hatten keine konservatorische Gesangsausbildung, die Sänger gingen aus wirtschaftlichen Gründen noch ihren Berufen nach. Damit reihten sie sich in die Leipziger Vokalquartette ein, wo in vielen Fällen Sänger aus der Leipziger Männerchorszene ausgezeichneten Männer-Quartettgesang pflegten bzw. in gemischten Quartetten die Männerstimmen neben den ausgebildeten Konzertsängerinnen ebenbürtige gesangliche Leitungen erbrachten. Das Kirchl-Quartett ist ein Beleg dafür, wie aus den Reihen eines Männergesangsvereines ein stimmlich sehr gutes Laien-Männersoloquartett gebildet werden kann.
Adolf Kirchl (1858–1936) war ein Wiener Komponist. Die Verwendung seines Namens ist eine Verbeugung vor dem geachteten, in Österreich gefeierten Komponisten und eine Hommage an das begeisterungsfähige Wiener Publikum des Leipziger Männerchores, der in seinen Wiener Konzerten auch Lieder von Kirchl vortrug.
In Anzeigen auf der Künstlertafel der Deutschen Sängerbundeszeitung veröffentlichte das Kirchl-Quartett seine künstlerische Passion:
„Kirchl-Quartett des Leipziger Männerchor,
Solo-Quartett zur künstlerischen Pflege
des fein-humoristischen Männergesangs.
Zuschriften an: Otto Reuther …“
Für das Kirchl-Quartett sind neben dem Debütkonzert noch zwei weitere erfolgreiche Auftritte im Rahmen von Konzerten des Leipziger Männerchores belegt, so am 23. April 1910 und am 12. Juli 1910.
Richard Semmelrath, die Seele des Quartetts, verstarb am 10. November 1910. Danach sind keine weiteren Auftritte festzustellen.
Paul Ziegenbalg, der Tenor des Kirchl-Quartetts, war initiativreich, profiliert und gefragt. Unter dem Namen Paul Siegenbach übernahm er auch in dem im gleichen Jahr gegründeten gemischten Leipziger Vokalquartett 1909 den Tenorpart. Im Jahr 1922 initiierte er das gemischte Leipziger Siegenbachsche Vokalquartett, später auch ein Leipziger Männerquartett.
Tonträger oder historische Programmzettel sind nicht nachzuweisen. Auch sind keine weiteren persönlichen Daten bekannt.

## Repertoire
Nur vom Debütkonzert sind Teile des Programms bekannt, die „ungezählten“ Titel der Zugaben in diesem Konzert sind nicht bekannt.
- Glückliche Leut (Thomas Koschat)
- Junge Liebe (Joseph Piber)
- Das schwarze Haar (Joseph Piber)
- Liebesglück (Viktor Keldorfer)
- Unbeständig (Adolf Kirchl)
- Der Fischer (Adolf Kirchl)
- Das Balladerl vom Ritterlein (Adolf Kirchl)
- Stilleben (Adolf Kirchl)

## Pressestimmen
- Schon in ihrem ersten Konzert wurde dem Quartett bescheinigt, dass die „außerordentlich fein pointierte Vortragsart der vier Herren, deren Stimmen gut zusammenpassen und die Sänger sich schon völlig eingesungen haben.“[5]
- Im Rahmen eines Konzerts des Leipziger Männerchores am 23. April 1910 bereicherten sie das Programm des Abends „sehr wirkungsvoll mit Dialektliedern derberen Charakters“ und trugen zur humorvollen Auflockerung des Männergesang-Chorkonzertes bei.[6]